# Hovförvaltningens hus

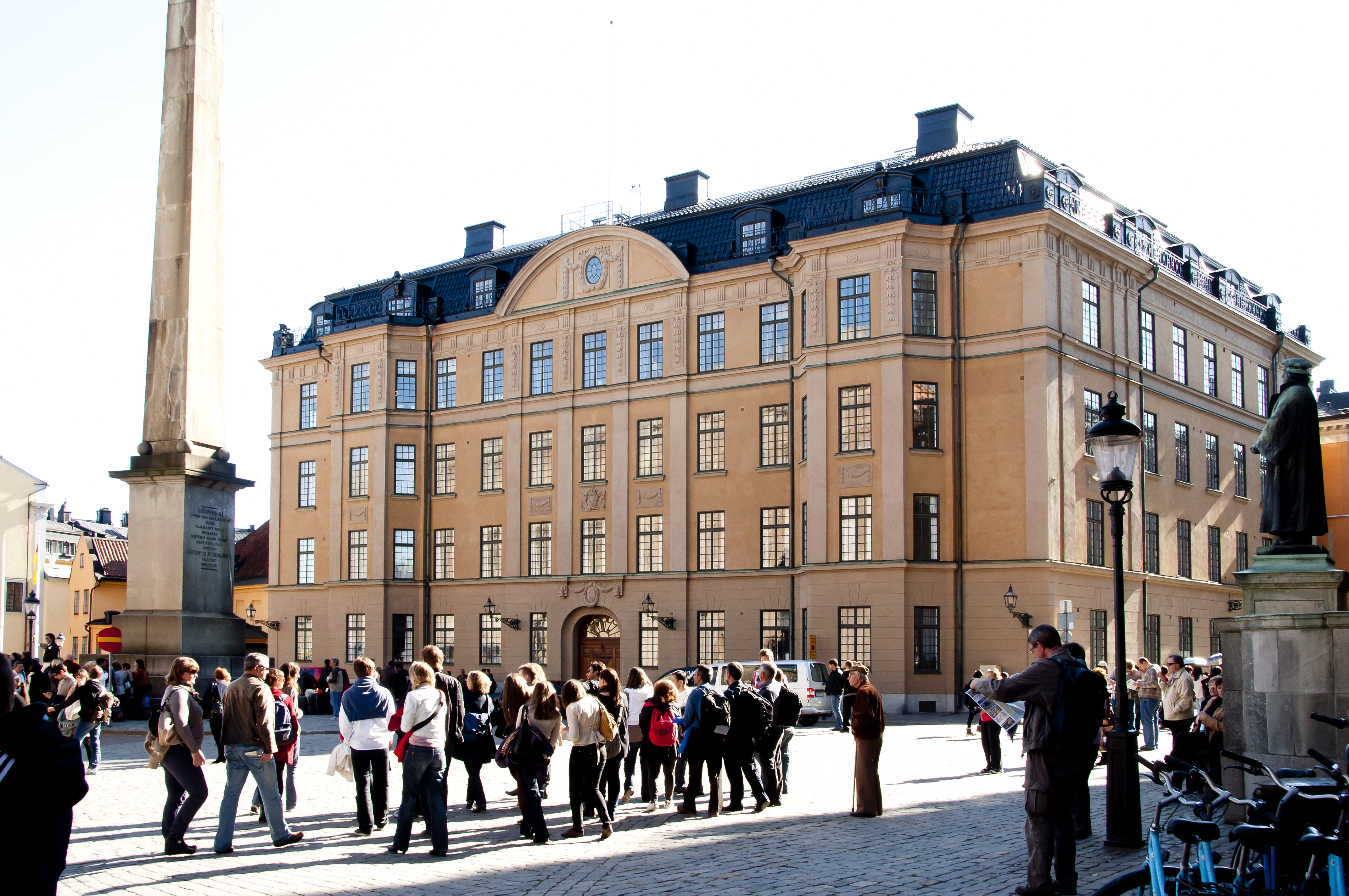
Hovförvaltningens hus vid Slottsbacken.

Hovförvaltningens hus är en byggnad på Slottsbacken 2, mitt emot Stockholms slott, i Gamla stan i Stockholm.

## Historik

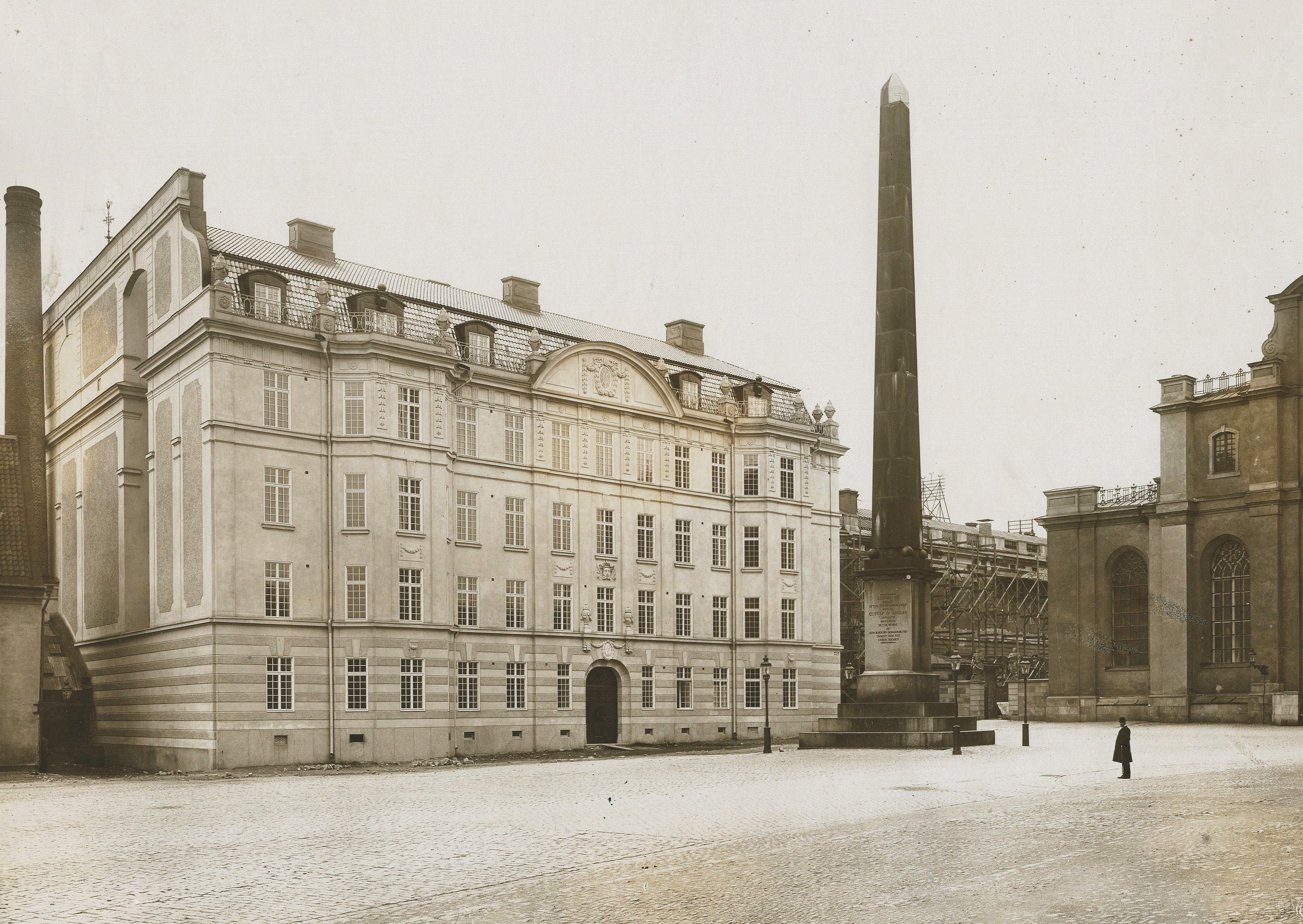
Nybyggda Hovförvaltningens hus 1911.

På platsen för huset låg tidigare det Indebetouska huset vilket revs för att göra plats åt nybygget som upptog hela kvarteret Europa mindre. Hovförvaltningens byggnad uppfördes 1911-12 av byggmästarna Holst & Strömberg. För ritningarna svarade arkitekten Erik Josephson. Josephson som var arkitekt vid arméförvaltningens fortifikationsavdelning gav huset, i likhet med många av hans regementsbyggnader, en fasad i återhållsam sekelskiftesbarock. Mot Finska kyrkan reste sig en stor hög brandgavel, något som senare förändrats genom valmning av de svartglaserade takfallen.
Samtidens kritik mot bygget i den känsliga slottsomgivningen var mycket hård och det har ibland benämnts skandalhus. I tidskriften Arkitektur dömdes det ut av Albert Lilienberg som ansåg det dominera Slottsbackens övre del, inte bara genom sin höjd utan då det skjutits fram mot slottet jämfört med det tidigare konkava Indebetouska huset. Stilen som han kallade för hyreshusbarock var heller inte historiskt förankrad i platsen. Ragnar Östberg ansåg att huset tvärs genom slottet murar sträckt ut en hand till Johansson på Helgeandsholmen och syftade på Riksdagshuset (ritat av Aron Johansson) som även det tidigare fått kritik för sin utformning i slottsmiljön och vilken av Östberg kallats en tysk fågelskrämma.
Idag äger Statens fastighetsverk byggnaden där hovet förfogar över ett 25-tal lägenheter.

## Bilder, fasaddetaljer

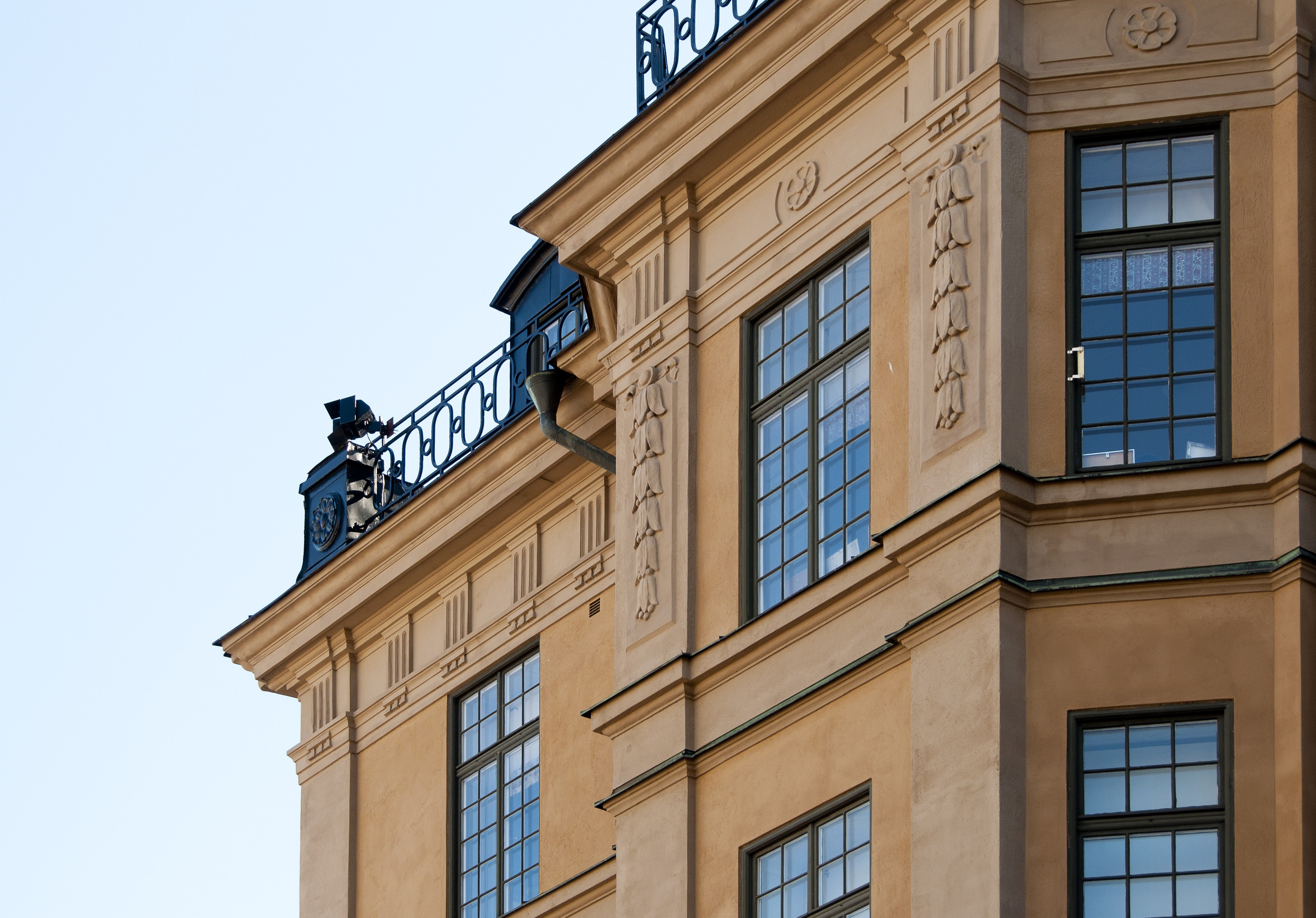
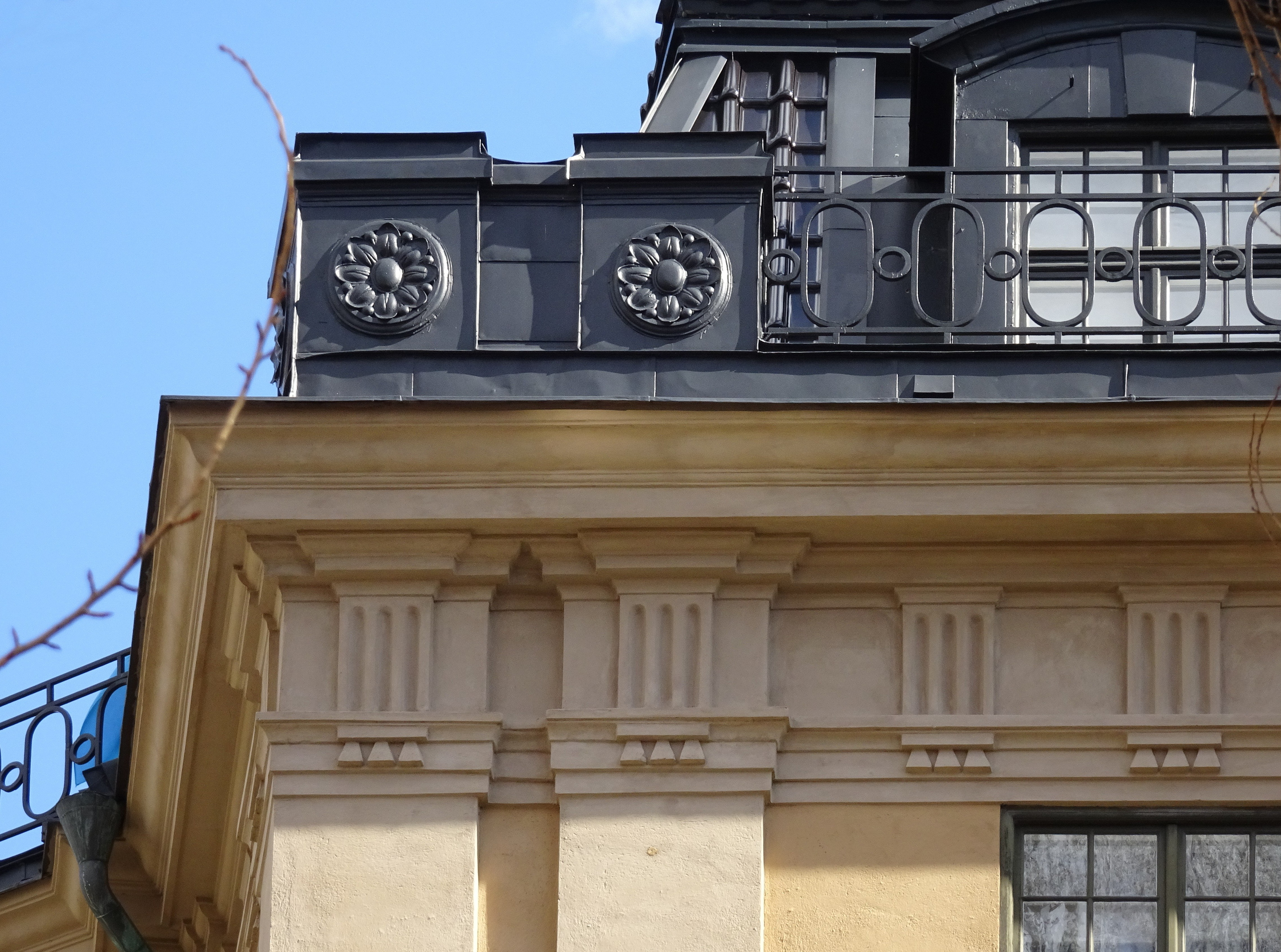
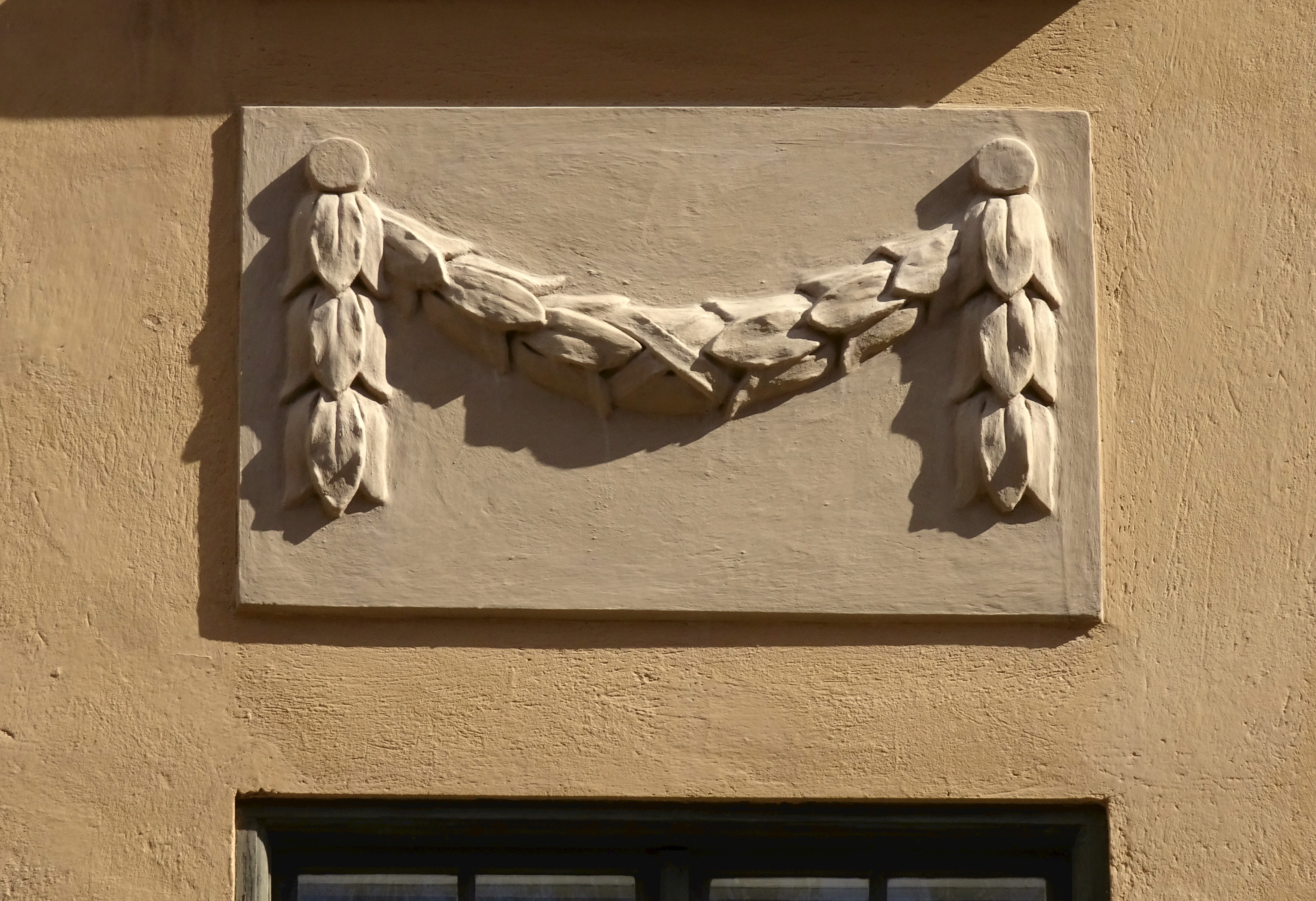
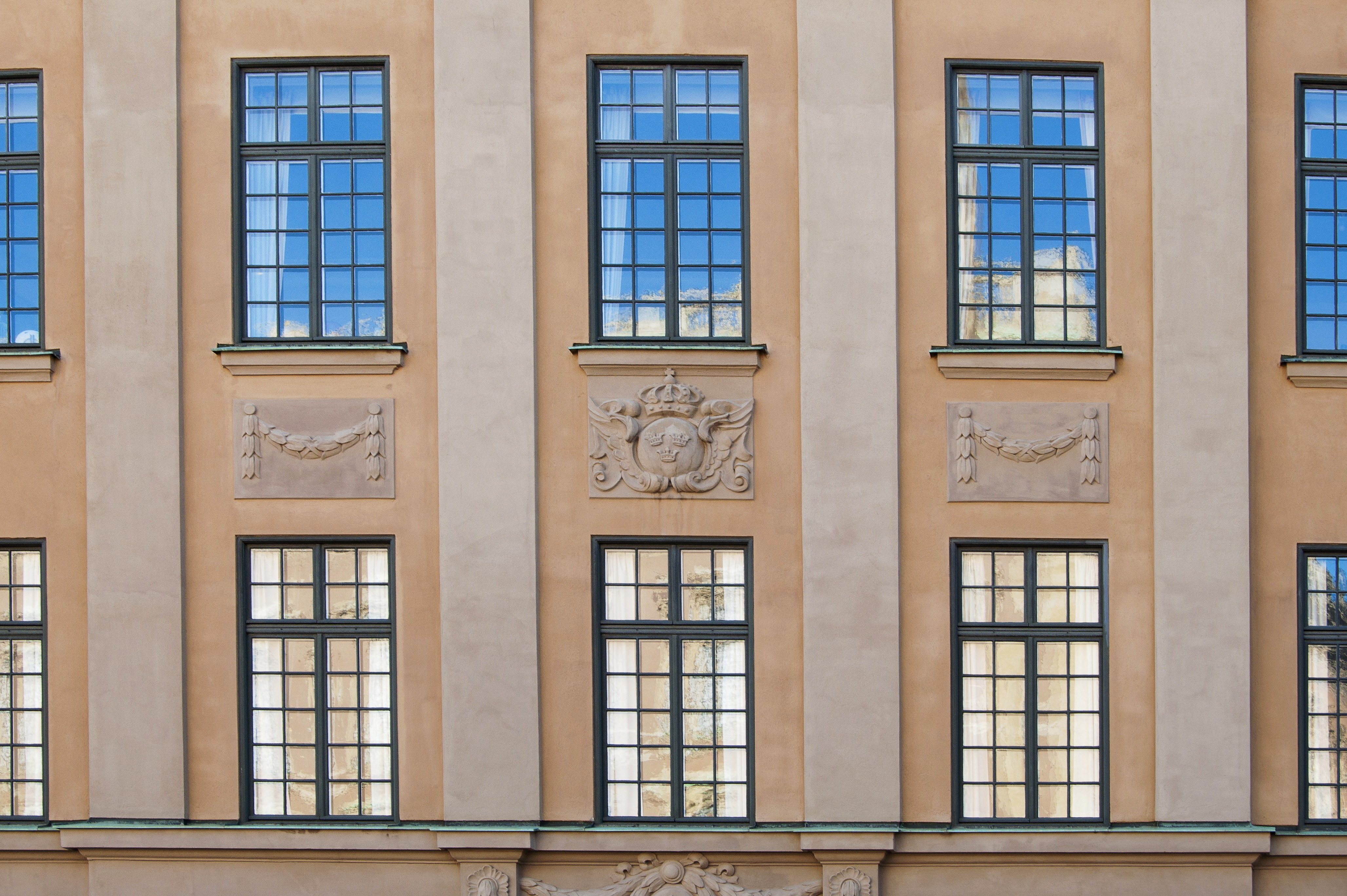
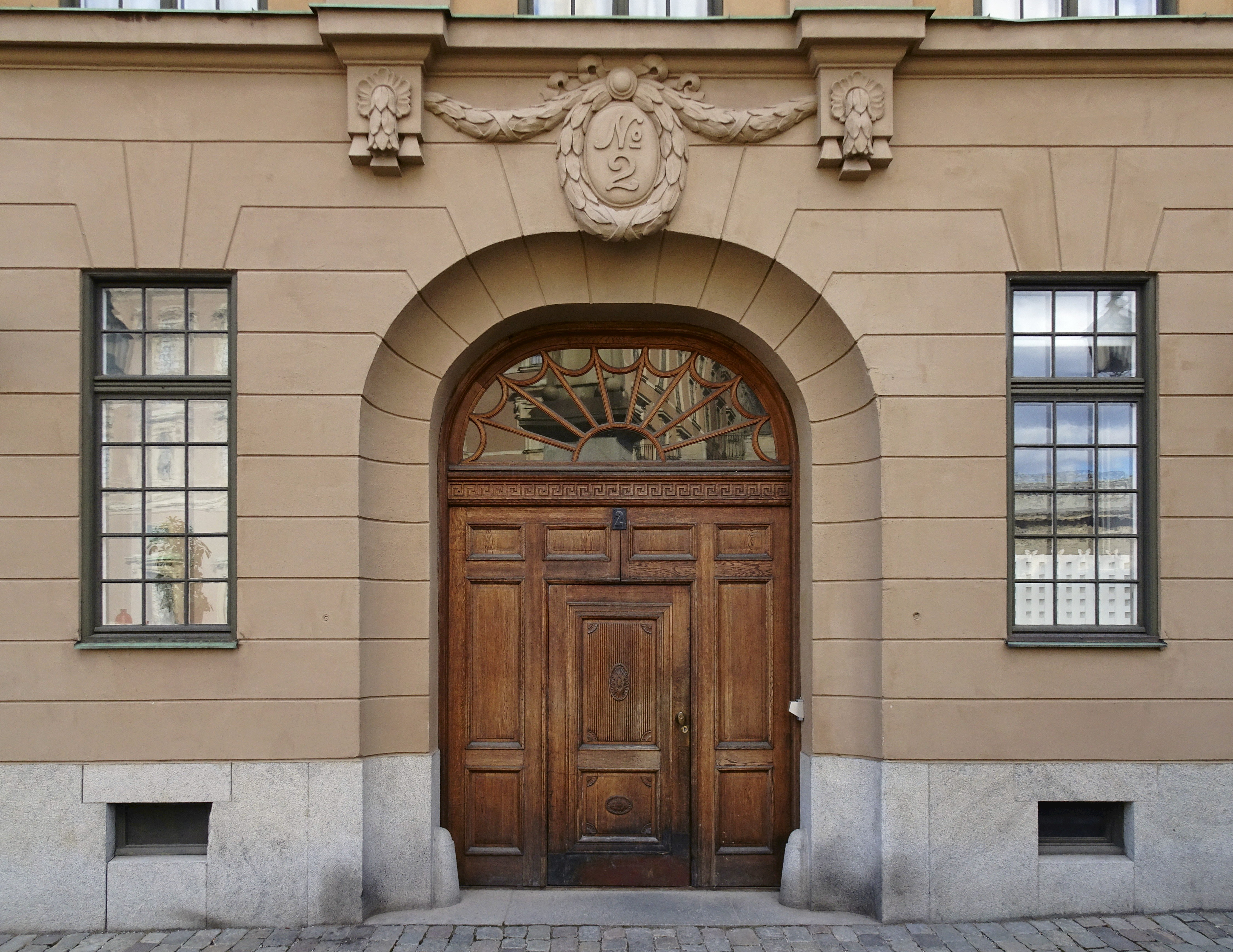